# あやとり (2020年のテレビドラマ)
『あやとり』は、NHK Eテレで放送された単発テレビドラマである。「ABUアジア子どもドラマ2020」で2020年12月29日10:00 - 10:15に放送された。また、2021年8月13日にEテレで放送された『こころのおはなし〜アジア子どもドラマ』で再放送された。

## あらすじ
千尋は同じクラスで大親友の雫とあやとりで遊ぶのが大好きな女の子。学校の授業参観で、千尋と雫はあやとりを披露することになり、「絶対成功させよう」と誓い合うが、練習の日々を送る中で、突然、雫から「あやとりはできない…」と告げられる。そんな雫を責めてしまう千尋だったが…。

## キャスト
- 千尋 - 小畑葵
- 雫 - 笹川椛音
- 美咲 -鎌田英怜奈
- 高丸えみり
- はざまみゆき
- 田上晃吉・他

## スタッフ
- 脚本・演出：大野陽平
- 音楽：関向弥生